# 19453 Murdochorne
19453 Murdochorne (1998 FM126) là một tiểu hành tinh vành đai chính được phát hiện ngày 28 tháng 3 năm 1998 bởi J. Broughton ở Reedy Creek Observatory.